# Kontakto

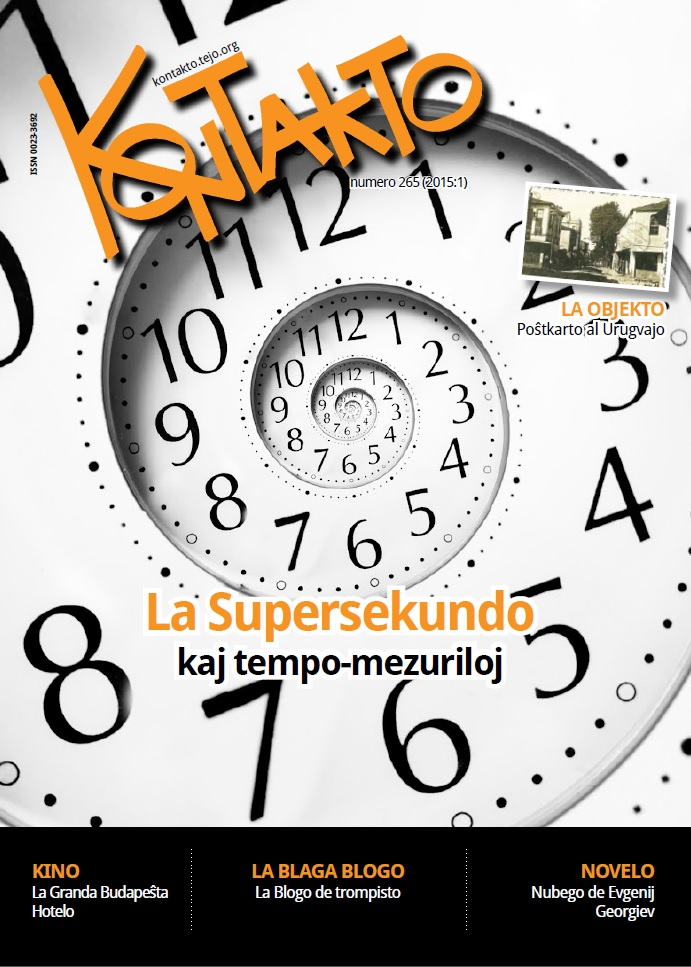

Kontakto is een tweemaandelijks socio-cultureel Esperanto-tijdschrift dat wordt uitgegeven door de Wereld-Esperanto-JongerenOrganisatie (TEJO) en gesteund door de Wereld-EsperantoVereniging (UEA). Het heeft lezers in 90 landen. Elk nummer gaat over een thema en er staan telkens een aantal teksten in voor beginnende Esperantisten. Moeilijke woorden staan bij zulke artikels in een aparte kader uitgelegd.
Kontakto is ontstaan in 1963 op voorstel van Humphrey Tonkin. Het tijdschrift wordt gratis gestuurd naar alle leden van de Wereld Esperanto-Jongeren. Het tijdschrift wil jonge sprekers van de taal voorzien van artikels in het Esperanto over onderwerpen die voor hen belangrijk zijn. Een slogan van Kontakto is "En Esperanto, sed ne pri Esperanto" (in het Esperanto geschreven, maar niet over de taal Esperanto).
In het begin van de jaren 1980 werd Anna Lowenstein redacteur. Een van haar bijdragen waren de artikels in eenvoudige taal; artikels over een serieus onderwerp geschreven in een Esperanto dat voor beginners vlot begrijpbaar is.
Vanaf begin 2000 verzorgt Eugenia Amis de redactie van Kontakto. Vanaf de zomer van 2003 werkt Joel Amis mee als viceredacteur.

## Redacteurs door de jaren heen
- Humphrey Tonkin
- Stefan Maul
- Simo Milosevic
- Giorgio Silfer (1975-1977)
- Jouko Lindstedt (1978)
- Giulio Cappa (1978-1979)
- Dario Besseghini
- Anna Lowenstein
- Leif Nordenstorm
- Francisco Javier Moleón (1990)
- István Ertl (1990-1991)
- Francisco Veuthey (1992 - 1998)
- Sabira Ståhlberg (1998 - 2001)
- Eugenia Zvereva (2002-2007)
- Paŭlo Moĵajev (2007-2010)
- Rogener Pavinski (sinds 2010)